# Lijst van Stolpersteine in Overijssel

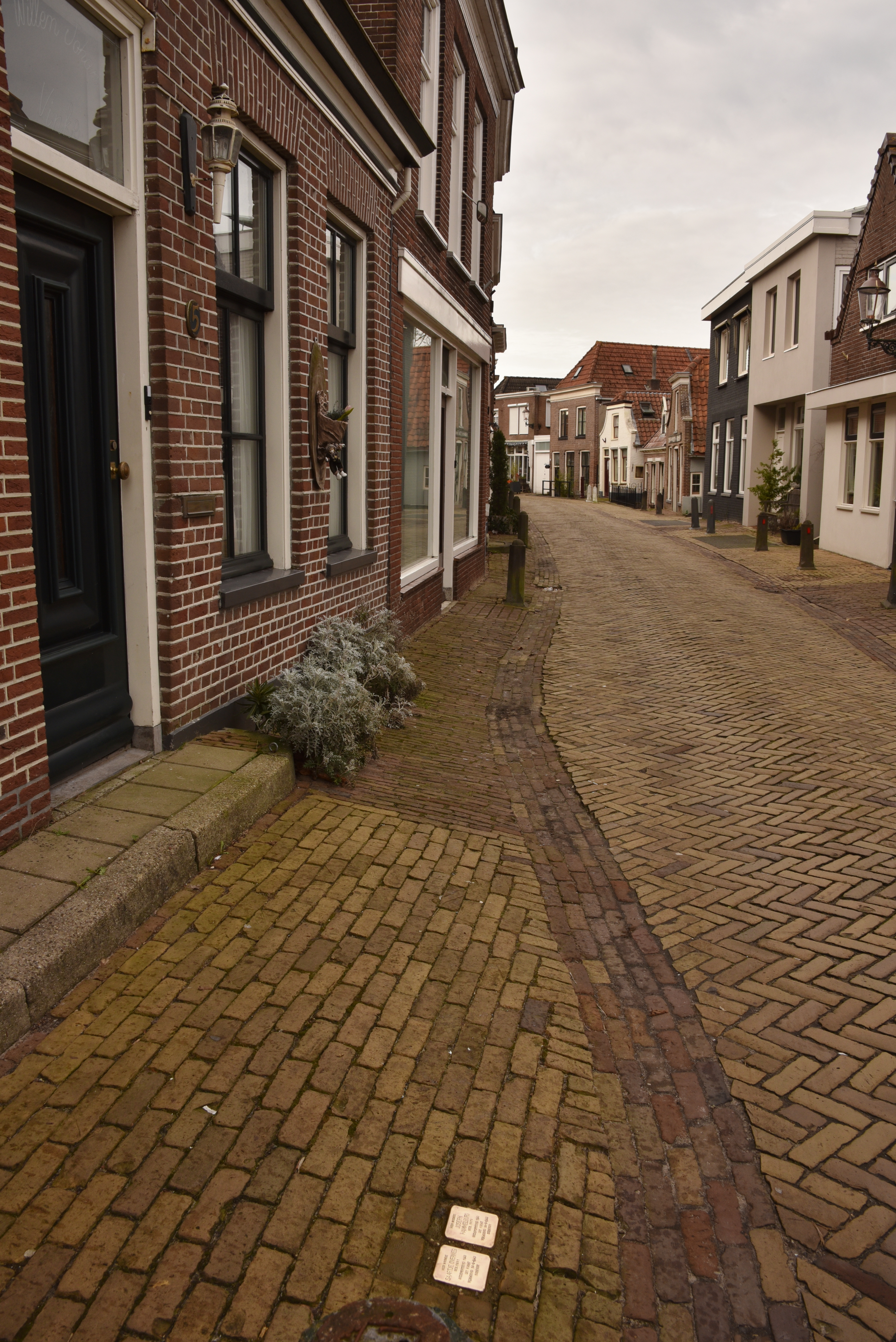
Stolpersteine voor Saartje Overweg en Joseph Hammelburg in Zwartsluis (gemeente Zwartewaterland)

De lijst van Stolpersteine in Overijssel geeft een overzicht van de gedenkstenen die in de Nederlandse provincie Overijssel zijn geplaatst in het kader van het Stolpersteine-project van de Duitse beeldhouwer-kunstenaar Gunter Demnig. 
Omdat het Stolpersteine-project doorloopt, kan deze lijst onvolledig zijn. 

## Stolpersteine
In de volgende gemeenten bevinden zich Stolpersteine:
- Almelo
- Borne
- Deventer
- Dinkelland
- Enschede
- Haaksbergen
- Hardenberg
- Hellendoorn
- Hengelo
- Hof van Twente
- Kampen
- Losser
- Oldenzaal
- Olst-Wijhe
- Ommen
- Raalte
- Rijssen-Holten
- Staphorst
- Steenwijkerland
- Tubbergen
- Twenterand
- Wierden
- Zwartewaterland
- Zwolle